# Sarah Lagger
Sarah Lagger (ur. 3 września 1999) – austriacka lekkoatletka, wieloboistka.
Pochodzi z Karyntii. Córka Ernsta i Moniki, ma brata Simona i siostrę Kristinę.
17 maja 2015 w Leibnitz pobiła rekord świata do lat 18 w siedmioboju kadetów z wynikiem 6014 pkt., stając się pierwszą osobą w tej kategorii wiekowej, która przekroczyła granicę 6000 pkt.
W 2015 została srebrną medalistką igrzysk europejskich w klasyfikacji drużynowej (była 3. w skoku w dal z wynikiem 6,17 m), a także zdobyła srebrny medal mistrzostw świata juniorów młodszych w siedmioboju z wynikiem 5992 pkt.. W 2016 została wicemistrzynią Europy juniorów młodszych w siedmioboju z wynikiem 6175 pkt. oraz mistrzynią świata juniorów w tej konkurencji, pobijając wynikiem 5960 pkt. rekord Austrii juniorek w siedmioboju. W 2017 została brązową medalistką mistrzostw Europy juniorek w siedmioboju. W 2018 została wicemistrzynią świata juniorek w siedmioboju z wynikiem 6225 pkt.
Wielokrotna medalistka mistrzostw Austrii. W 2014 zdobyła złoty medal w sztafecie 4 × 100 m, w 2015 wywalczyła złoto w skoku w dal, srebro w sztafecie 4 × 100 m i brąz w skoku wzwyż, a w 2016 została wicemistrzynią kraju w skoku wzwyż. Jest także halową mistrzynią kraju w skoku w dal i sztafecie 4 × 200 m z 2015 oraz 2016 i w pięcioboju z 2016. Reprezentantka klubu Zehnkampf Union trenowana przez Georga Werthnera.

## Rekordy życiowe
Na podstawie:
- 60 m (hala) – 7,81 s (Linz, 21 stycznia 2017)
- 100 m – 12,27 s (Andorf, 15 sierpnia 2015)
- 200 m – 24,53 s (Cali, 17 lipca 2015)
- 200 m (hala) – 25,21 s (Linz, 20 lutego 2016)
- 400 m – 55,63 s (Salzburg, 28 czerwca 2015)
- 800 m – 2:11,53 s (Tampere, 13 lipca 2018)
- 800 m (hala) – 2:11,99 s (Linz, 13 lutego 2022)
- 60 m ppł (hala) – 8,50 s (Linz, 10 lutego 2019)
- 100 m ppł – 13,98 s (Linz, 9 lipca 2017)
- skok wzwyż – 1,79 m (Wels, 29 sierpnia 2015)
- skok wzwyż (hala) – 1,81 m (Linz, 12 lutego 2022)
- skok o tyczce – 3,60 m (Dornbirn, 9 września 2018)
- skok o tyczce (hala) – 3,40 m (Linz, 31 stycznia 2015)
- skok w dal – 6,31 m (Kapfenberg, 8 sierpnia 2015)
- skok w dal (hala) – 6,18 m (Wiedeń, 16 lutego 2019)
- pięciobój (hala) – 4468 pkt. (Linz, 12 lutego 2022)
- siedmiobój – 6225 pkt. (Tampere, 13 lipca 2018)